# Courtney Whitmore
Courtney Elizabeth Whitmore, più nota come Courtney Whitmore, è un personaggio immaginario, una supereroina conosciuta con il nome di Stargirl nell'Universo DC. Originariamente conosciuta come la seconda Star-Spangled Kid, utilizzò l'identità di Stargirl fin da quando fu presentata con lo Scettro Cosmico da Jack Knight. Il personaggio fu una creazione di Geoff Johns, che disse di averne basato la personalità su quella di sua sorella, anche lei di nome Courtney, che morì nell'esplosione del volo 800 delle Trans World Airlines avvenuta nel 1996. Johns fu da sempre un fan di Capitan Carota e la Squadra dello Zoo e il costume originale di Courtney fu modellato similmente a quello del membro della Crew Yankee Poodle; nel fumetto, fu spiegato da Courtney stessa, che anche lei è una fan di Yankee Poodle, altro personaggio dell'Universo DC.

## Biografia del personaggio

### Stars and S.T.R.I.P.E.
Courtney Whitmore, figliastra di Pat Dugan, trovò l'equipaggiamento di Star-Spangled Kid tra le proprietà del suo patrigno e indossò il costume al fine di infastidirlo in parte per aver sposato sua madre e, si presume, per aver forzato la famiglia a trasferirsi da Los Angeles a Blue Valley in Nebraska. Dugan, abile meccanico, disegnò e costruì S.T.R.I.P.E., un'armatura robotica che indossa per accompagnare Courtney ed eventualmente proteggerla.
Durante il suo periodo a Blue Valley, la sua nemica più frequente era la criminale conosciuta come Shiv, figlia dell'immortale Dragon King. Le due ebbero la loro rivincita più recente in Crisi infinita, in una pagina aggiunta all'edizione deluxe.

### Stargirl
Alla fine, Courtney si unì alla Justice Society of America e, dopo aver ricevuto lo Scettro Cosmico da Starman (Jack Knight), cambiò la sua identità in Stargirl.
Courtney comparve in molti numeri della serie JSA e fu in queste pagine che nacque la sua sorellina Patricia Dugan.
Più tardi, si confrontò con l'assassino del suo predecessore. Solomon Grundy, divenuto ancora più pazzo a causa del gas esilarante del Joker, attaccò il quartier generale della Justice Society con la testa della Statua della Libertà. Con il solo aiuto di Jakeem Thunder, Courtney si batté con lui per le strade e nei tunnel sottostanti. I due eroi riuscirono a stento a sconfiggerlo. Il Thunderbolt di Jakeem riuscì a riparare la Statua. Grundy, però, sarebbe ritornato più avanti, avendo sviluppato un'ossessione per Courtney.
Courtney incontrò Merry Pemberton, la sorellastra del suo predecessore. Originariamente, esistette della tensione tra le due, dato che Merry non apprezzava che lei avesse adottato il nome di suo fratello e che i giovani eroi operassero nello stesso campo di quelli adulti. Queste divergenze furono appianate quando entrambe furono parte di una grande battaglia contro le forze di Klarion il Ragazzo Mago. Courtney salvò addirittura la vita di Merry da un attacco di Amazo. Nel corso di questo incidente, Courtney ottenne temporaneamente il proprio corpo in una versione più adulta.
Più tardi, scoprì che il suo padre biologico lavorava come un comune scagnozzo per la nuova incarnazione della Banda della Scala Reale. Si scontrarono personalmente durante uno dei furti della Banda.
In Stars and S.T.R.I.P.E. e in un numero di Impulse, Courtney fece intendere di aver avuto sin da sempre una cotta per Dick Grayson/Nightwing, ma per la differenza di età tra i due, Courtney dovette rinunciare. Successivamente ebbe una brevissima relazione col terzo Robin (Tim Drake).
Nonostante un'occhiata nel futuro, che mostrò una Starwoman adulta sposata con Albert Rothstein (alias il suo compagno di squadra della Justice Society Atom Smasher), Courtney uscì per qualche periodo con un altro membro della JSA, Shazam, la cui vera identità, Billy Batson, era un suo coetaneo. Tuttavia, Shazam era, per coloro che non conoscevano il segreto di Billy, un adulto, e la relazione tra Shazam e Stargirl attirarono le attenzioni di Jakeem Thunder e di Jay Garrick, il Flash originale. Dopo essersi confrontata con Jay durante tutto il numero, Shazam scelse di andarsene dalla JSA - e Courtney - invece di raccontare al gruppo il suo segreto. Shazam ricomparve nella JSA e rivelò di non poter rivelare il suo segreto, poiché la Saggezza di Salomone lo bloccava.

### JSA/JSA and Black Vengeance
Durante questa storia, la famiglia di Courtney fu assassinata dagli agenti di Per Degaton. Lei viaggiò insieme al resto della squadra fino al 1951. Il viaggio nel tempo fu vide i successori degli eroi della Justice Society della Golden Age incontrarsi con le loro controparti del passato, con cui combatterono per salvare la sua famiglia e il futuro. Durante questa avventura, si ritrovò costretta a lavorare ancora una volta con Atom Smasher, per la prima volta da quando lui aveva sconfitto la squadra rivale di Black Adam. Dopo di ciò, lei lo perdonò apparentemente, ma Atom Smasher fu quasi ucciso dall'onnipotente Spettro. Sebbene Atom Smasher non morì, gli eventi mostrarono la profondità dei sentimenti che Courtney aveva per lui. Quando ritornarono al presente, fu sollevata nel vedere che la sua famiglia era ancora viva e stava bene.
Più tardi, Atom Smasher fu processato e condannato per le azioni commesse durante il periodo in cui lavorò con Black Adam, e durante una comparsa in TV, Courtney affermò che sebbene Albert fosse in prigione, lei sarebbe "stata lì per lui...non importa quanto tempo sarebbe occorso".

### Crisi Infinita
Durante la Crisi infinita, Courtney fu avvicinata da Shade, che le disse della scomparsa del suo padre biologico. La tragedia, e la testimonianza dell'amore madre-sorella tra Liberty Belle e Jesse Quick la portarono a ripensare alla vita della sua famiglia. Scoprì che non poteva odiare il suo padre biologico per la sua assenza, un fannullone, e anche un poco di buono, e imparò dalla tragedia ad accettare Pat Dugan come la prima vera figura paterna della sua vita.
Stargirl fu anche parte del ripiego della squadra dei Teen Titans che attaccarono un furioso Superboy-Prime a Smallville, Kansas. Superboy uccise molti dei suoi compagni come Pantha e Baby Wildbeast e mutilò Risk, rimuovendogli un braccio.
Successivamente, cominciò a frequentare il college. Cambiò anche il suo equipaggiamento: la sua asta ora veniva compressa in un piccolo cilindro, e quando lo attivava, il suo costume e la cintura comparivano con il crescere dell'asta.

### Un Anno Dopo
Courtney si riunì alla nuova formazione della Justice Society of America, correntemente composta da membri ereditari, rappresentanti sia l'eredità di Starman che quella di Star-Spangled Kid., sebbene senza l'assistenza di Stripesy.
Ora un'eroina matura, nonostante la sua giovane età, forgiò un legame con la sua compagna di squadra Cyclone, l'impaziente e iper impulsiva nipote del primo Red Tornado (Ma' Hunkel). Le due si unirono dopo essere state le testimoni della morte di Mr. America, un eroe letteralmente caduto nel primo incontro della nuova JSA. Courtney suggerì a Maxine di crearsi un nuovo costume e un nuovo nome da supereroina. Riassunse il ruolo di mentore per gli eroi più giovani aiutando la figlia di Jefferson Pierce, Jennifer, nel far fronte alla sua presa imperfetta sui suoi super poteri e al suo isolamento, e successivamente esprimendo i suoi dubbi su Gog e Damage.
In questo periodo, una versione futuristica di Courtney fu vista in Teen Titans n. 53 insieme a Lex Luthor e ai suoi Titans del futuro. Il suo ruolo fu minimo. Tuttavia, indossava gli occhialoni e il giubbotto di Jack Knight - la cosa più vicina alla visione di Jack Knight a proposito di "Starwoman" alla fine della serie.
Nella miniserie Crisi finale, quando le forze del potentissimo Darkseid si mossero verso la Terra, Alan Scott mise in piedi una resistenza di supereroi. Courtney, insieme a molti amici della JSA, si unì con gli altri eroi per formare una resistenza sotterranea. Uno dei tanti membri comprendeva una nuova versione di S.T.R.I.P.E. Ebbero numerosi conflitti con soldati nemici invadenti.
Courtney fu presente alla discussione sul come muovere la JSA in avanti dopo lo sfacelo di Gog: lei difese alcuni degli eroi che si misero dalla parte di Gog. Più tardi fu presente quando la JSA incontrò il normale Billy Batson che riuscì finalmente a confessare ai suoi compagni di squadra il suo segreto.
Dopo la battaglia contro Black Adam e Isis, Courtney non fu felice degli eventi accaduti durante il suo compleanno. Quando andò a casa e aprì la porta, l'intera Justice Society aveva preparato una festa a sorpresa per lei. Più tardi divenne triste quando capì che aveva ancora bisogno di una guida nonostante fosse conosciuta come un membro anziano della squadra. Si scoprì più tardi che lei e Atom Smasher si amavano in ugual misura, ma il membro più vecchio della JSA ebbe dei commenti riguardo alla loro differenza di età, il che costrinse Al a lasciarla e a fargli ammettere che la amava "come una sorella".

## Identità segreta
Nel corso degli anni, Courtney fu sempre meno attenta alla sua identità segreta dato che la scoprirono molti compagni di scuola e alcuni criminali. Infatti, Courtney rivelò la sua identità segreta, alla sua amica Mary, durante la loro prima uscita insieme. Attualmente non è chiaro quanto sia conosciuta la sua identità segreta, sebbene sia conosciuta dai più nella comunità supereroistica.
In Justice Society n. 26, l'intera Justice Society si trovò a casa sua in uniforme, e furono anche presenti quando andò dal dentista. Questo fa pensare al quesito sul quanto sia conosciuta pubblicamente la sua vita da vigilante.

## Versioni alternative
- Sulla nuova Terra-3 nel Multiverso corrente, una controparte malvagia di Courtney è un membro della Società del Crimine d'America.
- Sulla Terra-7, una versione bruna e adulta di Courtney, indossante un costume verde, opera nei panni di Starwoman.
- Sulla Terra-33, una magica versione di Courtney con i capelli bianchi, è un membro di esseri magici capitanati dallo Starman di quel mondo. Questa Stargirl possiede un'asta magica che lancia fasci d'energia sotto forma di stelle dorate.

## Altri media
- Stargirl e S.T.R.I.P.E. comparvero nella serie animata Justice League Unlimited.
- Stargirl ed il suo partner comparvero nell'episodio "Chaos at the Earth Core". In questa storia, Stargirl è gelosa come una bambina della fama di Supergirl. Tuttavia, nell'avventura risultante in Skartaris, le ragazze arrivarono ad un compromesso.
- Stargirl comparve in "Patriot Arc", dove lei e un altro membro della League tentarono di fermare il mutato Generale Wade Eiling da una furia criminale nella città. In questa storia, prese l'identità dell'originale Star-Spangled Kid e dello Starman originale nella simbolica e non ufficiale riformazione dei Sette Soldati della Vittoria. Stargirl fu gravemente ferita da Eiling, ma sopravvisse all'incidente e fece un sorriso quando fu caricata in un'ambulanza. Nell'episodio, Stargirl rivelò di non avere poteri inerenti, e che tutte le sue speciali abilità venivano dalla sua asta.
- Lei e S.T.R.I.P.E. successivamente, aiutarono a impedire l'invasione della Terra da parte dalle forze di Darkseid nella serie finale, "Destroyer".
- La figurina action-figure di Stargirl della Justice League Unlimited dell'Universo DC si riferisce a Courtney come alla nipote di Pat Dugan, invece che alla sua figliastra.
- L'attrice Britt Irvin ha interpretato Courtney nell'episodio "Absolute Justice" della nona stagione di Smallville. Compare anche nell'episodio finale della nona stagione e nell'episodio 11 della decima stagione, "Operazione Icaro", e nell'episodio 20 della decima stagione, "La profezia".
- Appare nella seconda stagione di Legends of Tomorrow interpretata da Sarah Grey.
- Nella serie Stargirl, viene interpretata dall'attrice Brec Bassinger. Courtney, qui, è convinta di essere la figlia di Starman e arruola alcuni coetanei per formare una nuova JSA, insieme al patrigno Pat, e fermare la ISA a Blue Valley.